# Xocolates Kinder

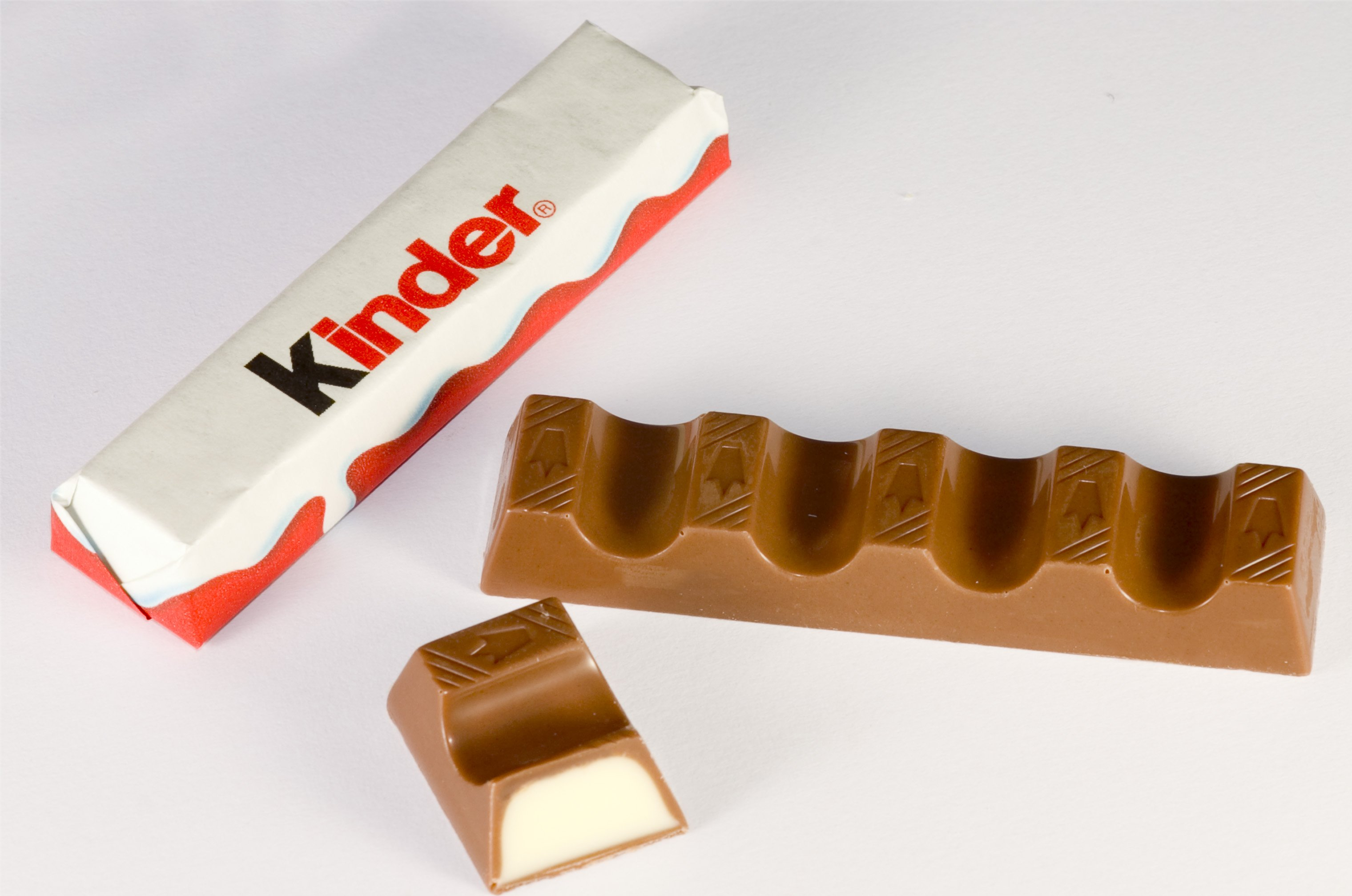
Exemple de producte Kinder

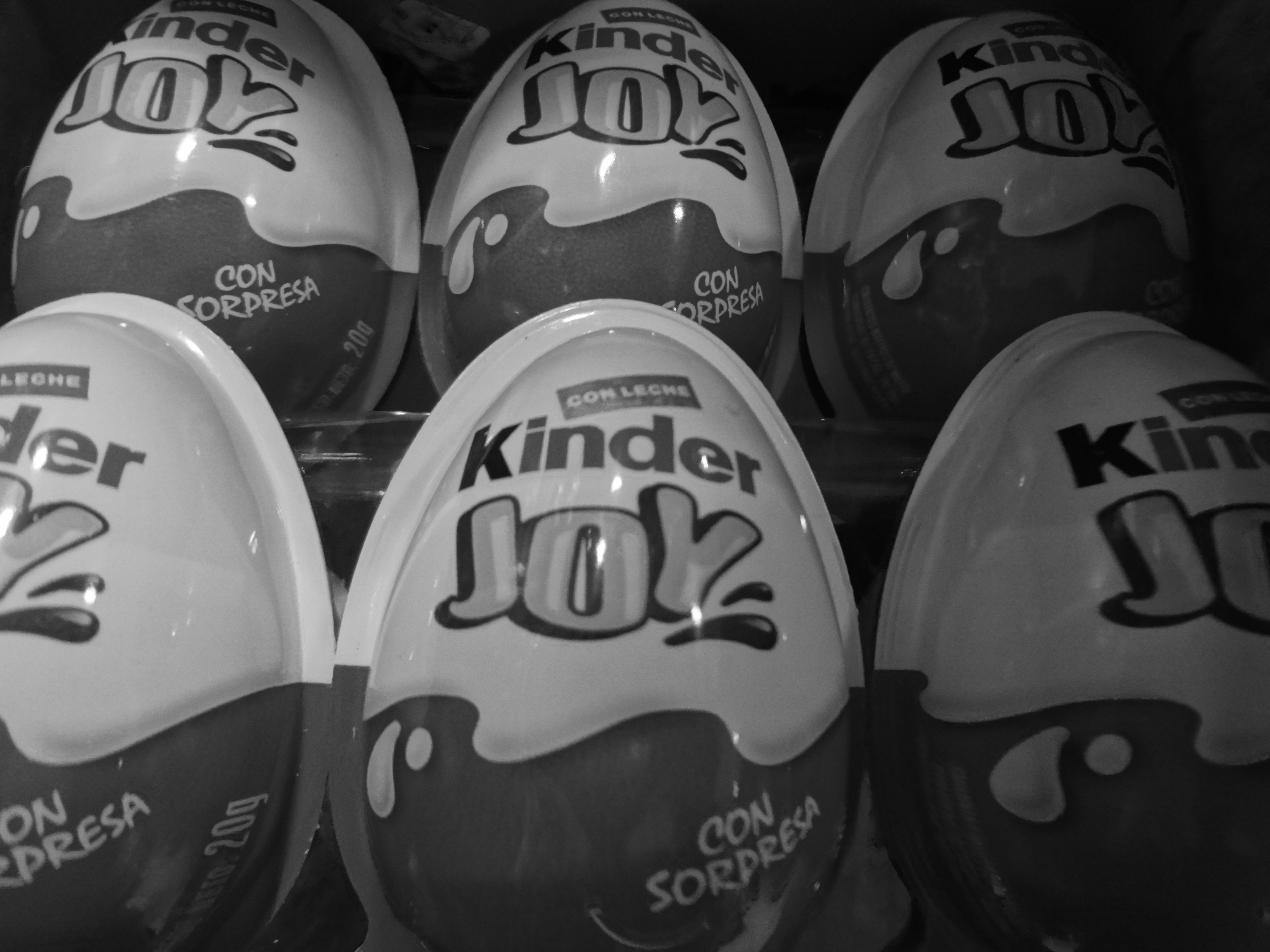

Kinder és el nom d'una marca comercial de productes infantils de xocolata de l'empresa Ferrero, que va ser llançada al mercat l'any 1968. Kinder en alemany significa nens. La marca comercial va néixer a una zona de parla alemanya de Suïssa com a empresa destinada a productes per a nens de 4 a 14 anys.
El 1968 l'empresa Kinder va crear la seva primera xocolatina pel mercat infantil. Cap al 1972, l'enginyer industrial suís Heiri Roth va tindre la idea d'introduir una joguina dintre un ou fet amb xocolata i el 1974 va aparèixer l'ou Kinder. L'any 1983 es van introduir les joguines desmuntades, que els nens haurien de muntar.

## Productes
- Kinder Chocolate: Barreta de xocolata amb crema de llet dintre de la barreta.
- Kinder Maxi: Igual que Kinder Chocolate però més gran.
- Kinder Sorpresa : Producte en forma d'ou amb una superfície interior recoberta de crema de llet.
- Kinder Happy Hippo: Producte en forma d'hipopòtam de neula farcit de crema de llet i crema d'avellana.
- Kinder Bueno : Barra de xocolata farcida de neula i crema de llet i avellana.
- Kinder Bueno White: Igual que Kinder Bueno però amb xocolata blanca.
- Kinder Schoko-Bons: Petits bombons en forma d'ou.
- Kinder Cereali: Xocolatina farcida de crema de llet i cereals.
- Kinder Delice: És un pastisset de "pa de pessic" de xocolata.
- Kinder Pingui: Pastís semblant al Kinder Delice però refrigerat.
- Kinder Sandwich de leche: Pastís de xocolata, llet i mel.